# Villa Le Falle
Villa Le Falle si trova in via di Valle 2 in località Compiobbi presso Fiesole (FI).

## Storia
Si hanno notizie di questa proprietà fin dal XIII secolo, quando appartenne ai Gubertini e poi ai Pazzi. Successivamente i Medici la confiscarono nel 1478 dopo il fallimento della congiura tentata nei loro confronti, quindi la proprietà passò ai Guadagni. Sul finire del XVI secolo essi incaricarono l'architetto Gherardo Silvani di trasformare l'edificio rustico in una grandiosa residenza, circondata da un parco formale, come raffigurato poi in un'acquaforte del 1740 dell'incisore Giuseppe Zocchi.
Nell'Ottocento fu di Enrico Danti, che creò un vero e proprio parco all'inglese sul lato nord, fitto di elementi decorativi tratti dal repertorio neomedievale, anticipando di circa cinquant'anni il progetto di John Temple Leader al parco di Vincigliata. Non è chiaro chi sia il progettista del giardino, ispirato probabilmente ai progetti dello scenografo Giovanni Gianni; il nome più plausibile appare quello di Luigi de Cambray Digny, funzionario granducale durante la restaurazione e autore di progetti simili al giardino Torrigiani e agli Orti Oricellari di Firenze.
Altri passaggi di proprietà comportarono vari rimaneggiamenti, compreso quello di Luigi di Francesco Zeloni che ripristinò gli elementi settecenteschi del giardino formale. Oggi la proprietà è dei Rangoni.

## Descrizione

### La villa
Si accede alla proprietà da una porta in stile neomedievale aperta in un finto castelletto. Un viale di cipressi conduce all'edificio principale di forma pressoché cubica. Del palagio medievale pare che resti solo una finestra sul lato nord, databile tra Due e Trecento. Al progetto del Silvani risalgono invece le doppie logge sovrapposte e simmetriche sulle opposte facciate, e la terrazza balaustrata che circonda interamente l'edificio. Le logge sono un elemento tipico della tipologia della villa, presenti fin dai primi esempi medicei, quali veicolo di passaggio "graduale" tra edificio e giardino. Sul lato nord una torretta a base quadrata si eleva dal corpo di fabbrica, come memoria del complesso medievale.

### Il parco

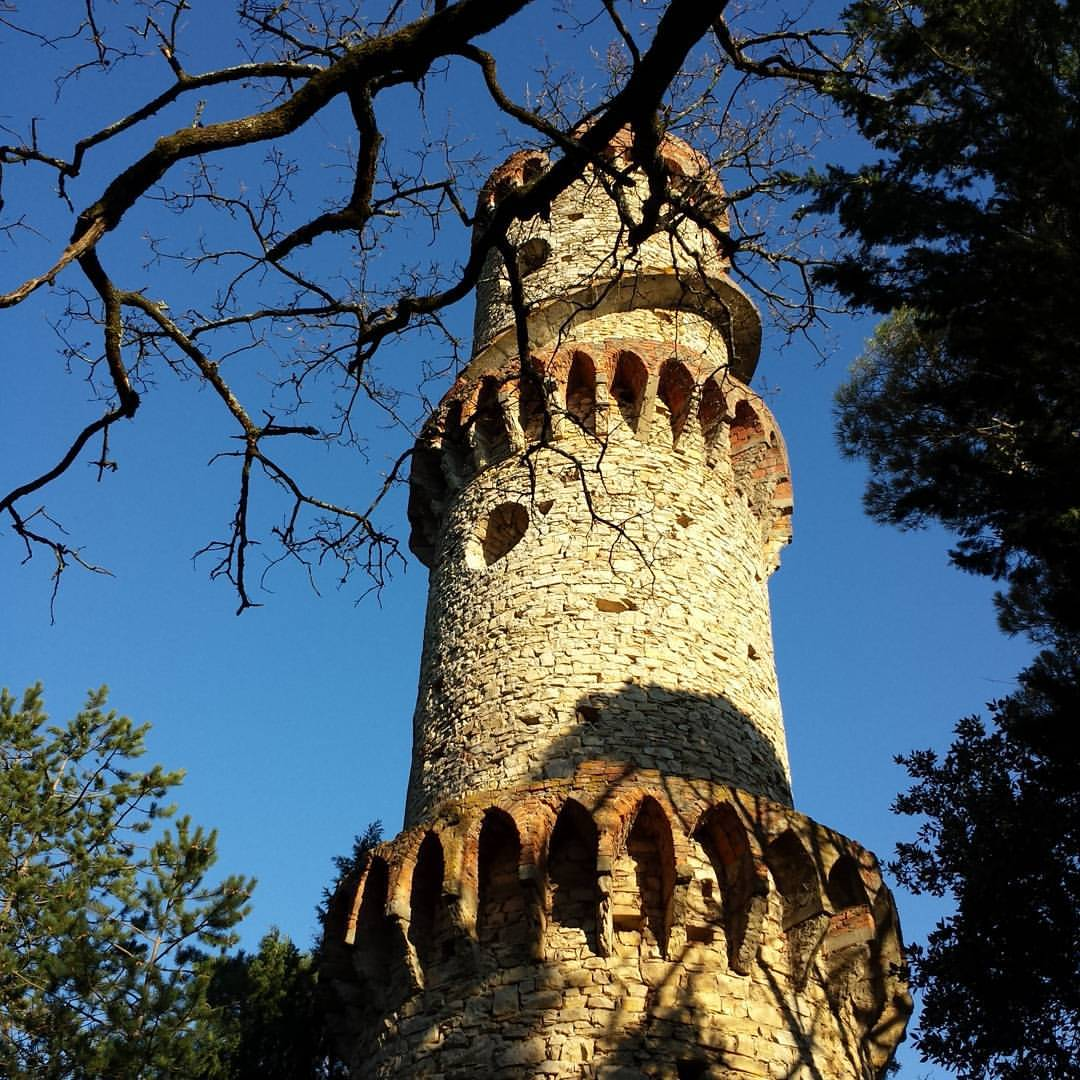
La Torre Tonda

Opera di Silvani è anche il parco, con un impianto di viali d'accesso, bordati da due file di cipressi.
A mezzogiorno, verso l'Arno, si trova un giardino all'italiana, caratterizzato da aiuole geometriche bordate da siepi di bosso.
A settentrione, invece, si estende un bosco, situato sul colle un tempo chiamato “Poggio de'Pazzi” e parte integrante della villa “Le Falle”, localmente conosciuto come “Ragnaia”. Seguendo il progetto dello scenografo Giovanni Gianni, la famiglia Danti, proprietaria della villa nel 1810, a partire dal 1816, con lavori che durarono quasi 50 anni, vi fece realizzare un parco all'inglese, infittendo le piante (lecci, cipressi e pini), creando vialetti tortuosi, e vi fece edificare una serie di strutture architettoniche, talune costruite volutamente diroccate come “l'Usciolo”, che era l'ingresso della Ragnaia, con lo scopo di sembrare più antiche. Tra queste spiccano i ponticelli (il più famoso è chiamato "della Madonna dei fichi secchi"), alcune statue, un piccolo tempio ("l'Ombrellino" o "il Paradisino"), il belvedere ("il Prospetto") e un obelisco (al termine di una scalinata in asse con cancello d'ingresso a monte del giardino). La costruzione più importante è una misteriosa ed affascinante “Torre tonda”, alta 25 metri, posta al centro della Ragnaia.

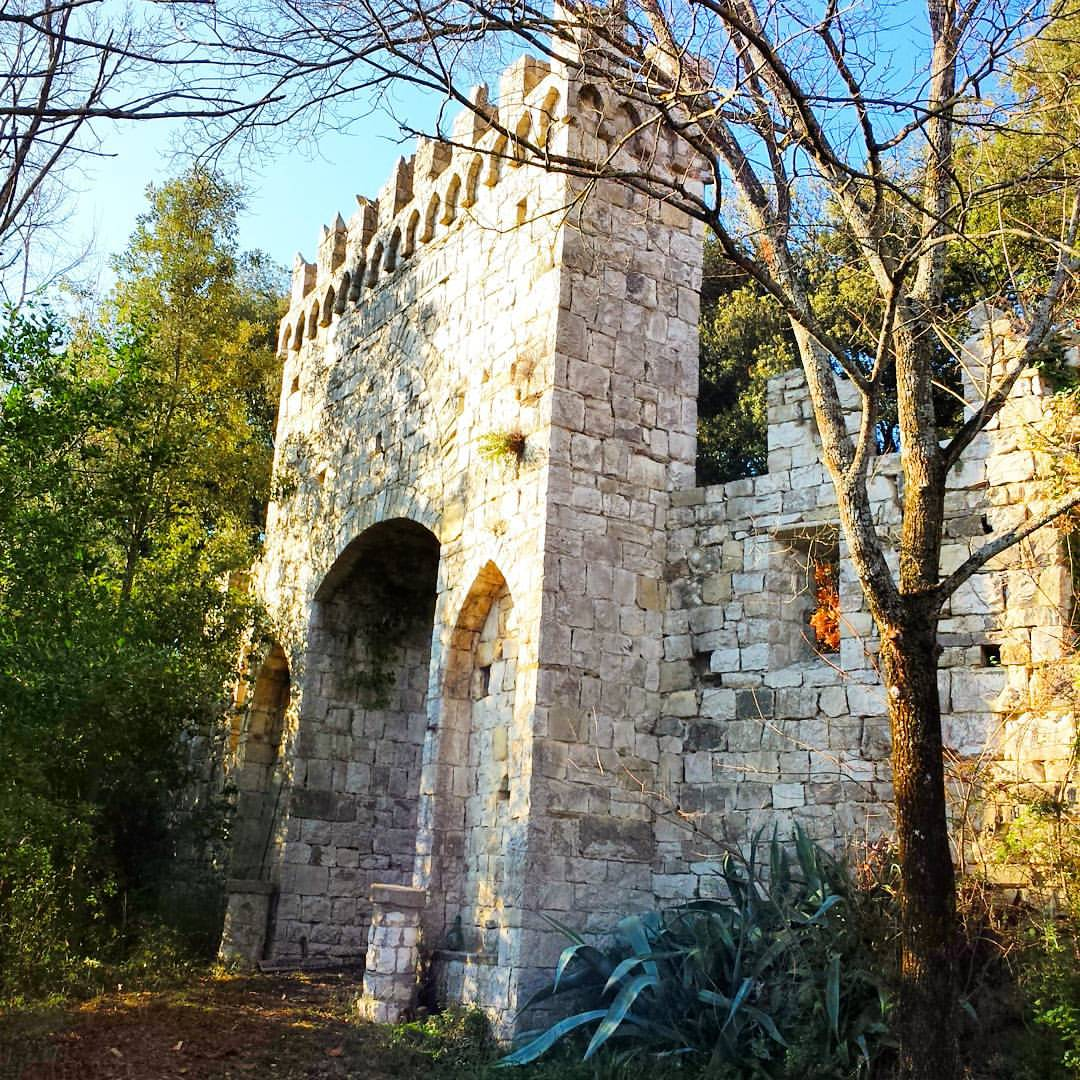
Porta di accesso al finto borgo medievale

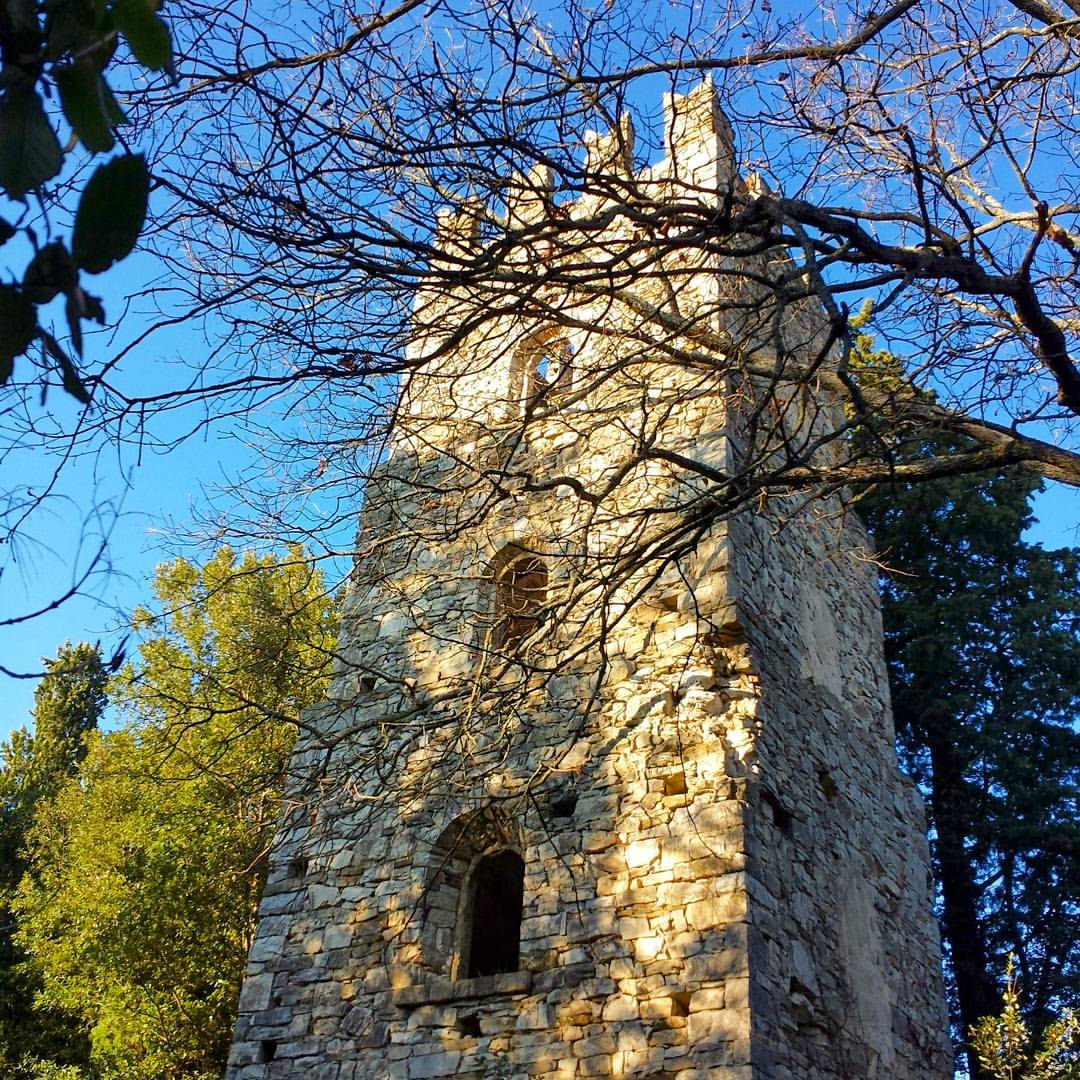
Torre neomedievale

Vi è anche la ricostruzione di un borgo medioevale, con la porta di ingresso in alberese e l'epigrafe "Porta Letizia", la chiesetta e il campanile (privo di campane). Nei pressi fu anche costruito un castello di dimensioni ridotte già volutamente diroccato, del quale oggi rimangono soltanto le rovine. Un altro elemento di pregio del giardino è lo stagno circondato da statue, derivato da una precedente piscina. È presente anche una grande statua di Polifemo.
Tra le specie arboree presenti spiccano gli esemplari di cedro del Libano e i grandi platani; tra le specie arbustive spiccano le siepi di viburno, le ortensie e le fioriture stagionali.